# Poeta (molie)
Poeta este un gen de molii din familia Erebidae⁠(d).

## Specii
- Poeta denotalis Walker, 1865
- Poeta quadrinotata Walker, 1865